# 新旭川車站
新旭川車站（日语：／ Shin-asahikawa eki */?）是一由北海道旅客鐵道（JR北海道）與日本貨物鐵道（JR貨物）所共同經營的鐵路車站，位於日本北海道旭川市東8條6丁目，是宗谷本線與石北本線的交會車站，也是石北本線的名義起站。但所有行駛於石北本線上的列車，實際上都是以旭川車站作為真正的起訖站。

## 歷史
- 1922年（大正11年）11月4日 - 為了配合石北線通車啟用，國有鐵道在宗谷線旭川至永山之間路段新設了本站，並設定為同時兼營客貨運的一般車站。初啟用時，站名中「旭川」兩字的日文發音為（Asahigawa）。
- 1939年（昭和14年）10月 - 通往國策紙漿工業（国策パルプ工業，是今日日本製紙的前身）旭川工廠的專用線開始營運。
- 1978年（昭和53年）12月1日 - 除專用線列車外，停辦所有其他的貨運業務。
- 1984年（昭和59年）2月1日 - 廢除行李托運服務。
- 1984年（昭和59年）11月10日 - 車站簡易委託化。
- 1987年（昭和62年）4月1日 - 國鐵分割民營化後，本站的客運站與貨運站部分分別由JR北海道與JR貨物繼承。
- 1988年（昭和63年）3月13日 - 站名中的「旭川」兩字更改發音，其日文發音由原本的改成（Asahikawa）。
- 日期不詳 - 廢除簡易委託。
- 1997年（平成9年）9月 - 通往日本製紙旭川工廠的專用線廢線。
- 2003年（平成15年）5月10日 - 站內全面電氣化。

## 車站構造
新旭川車站站內為一座側式月台一條乘車線與一座島式月台兩條乘車線的配置。站房位於車站的西側，而月台之間由跨線人行天橋連接。緊鄰站房旁的是側式月台及4號線，島式月台則為2號及3號線，沒有1號線，但站內設有幾條其他用途的側線。
新旭川所屬的宗谷本線本身並沒有電力列車行駛，但因旭川車站周遭的再開發計劃「北彩都旭川」（北彩都あさひかわ）之影響，JR北海道將旗下所屬的旭川運轉所搬遷到北旭川車站附近。因此，為了提供回送至旭川運轉所的函館本線列車所需之電力，新旭川站內除側線外的路線皆已全面電氣化。
目前為無人車站，但站內設有自動售票機及廁所。
至於貨運站部分，目前新旭川是JR貨物車攜貨運（車扱貨物）業務的臨時收發站，僅靠公路運輸進行貨物的運送，沒有貨運列車或專用線列車停靠。最後在新旭川營運的貨運線，是在1997年時廢線的日本製紙旭川工廠專用線。

### 月臺配置
| 月臺 | 路線                | 方向 | 目的地         |
| ---- | ------------------- | ---- | -------------- |
| 2・3 | ■宗谷本線 ■石北本線 | 上行 | 旭川方向       |
| 4    | ■宗谷本線           | 下行 | 比布・名寄方向 |
| 4    | ■石北本線           | 下行 | 上川・北見方向 |

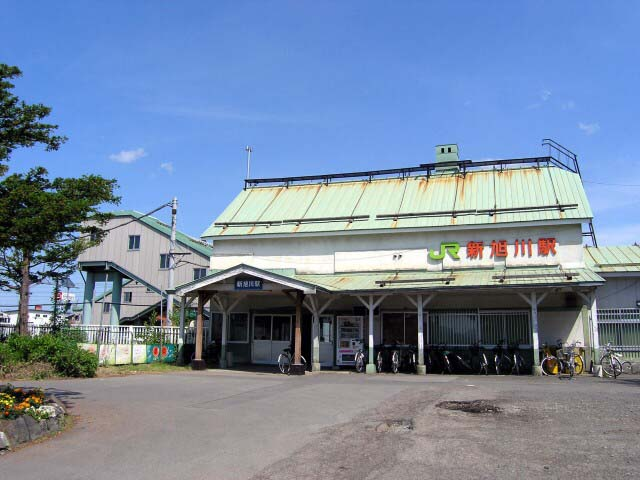
站舎（2004年6月）
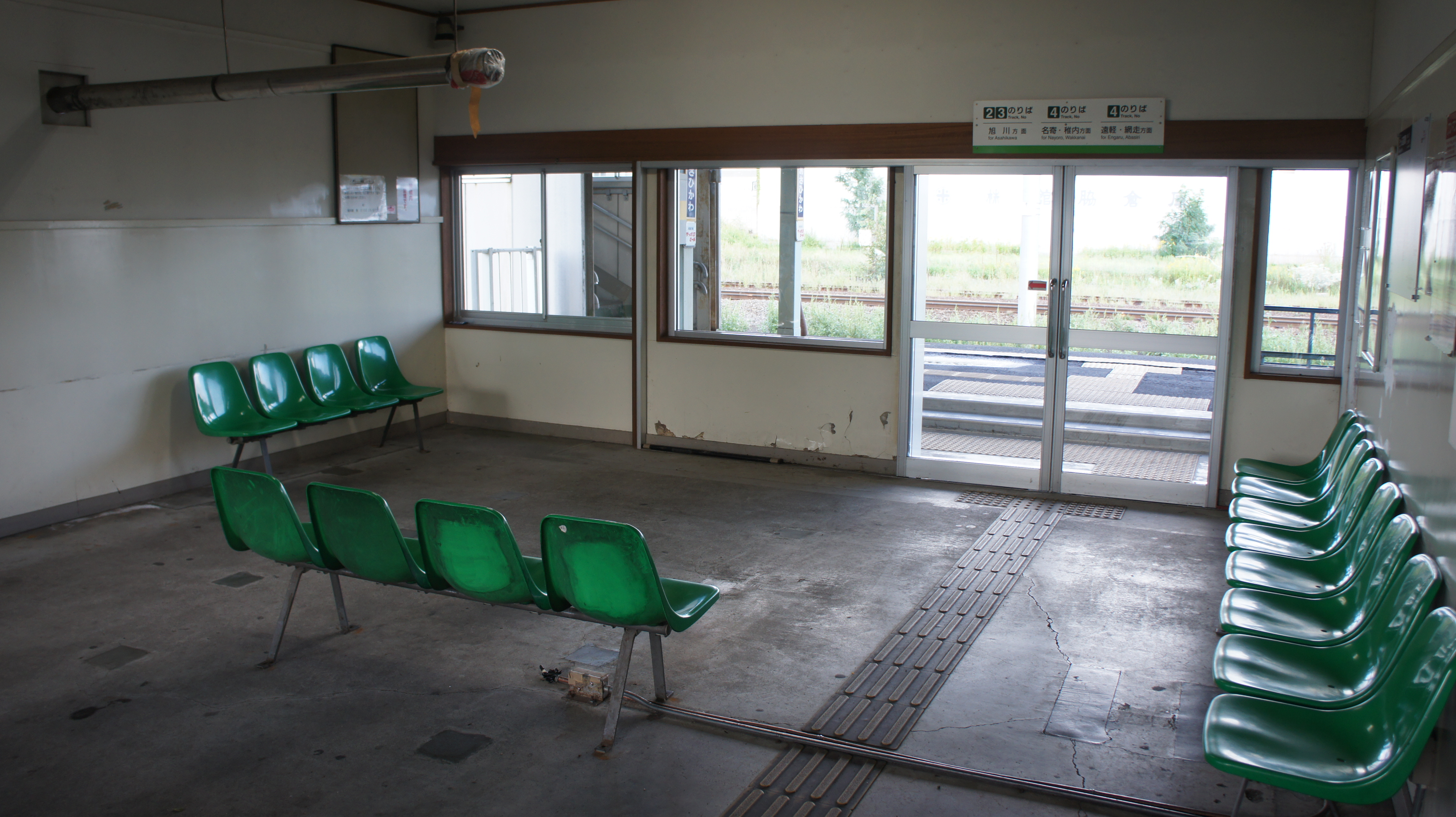
候車室（2017年8月）
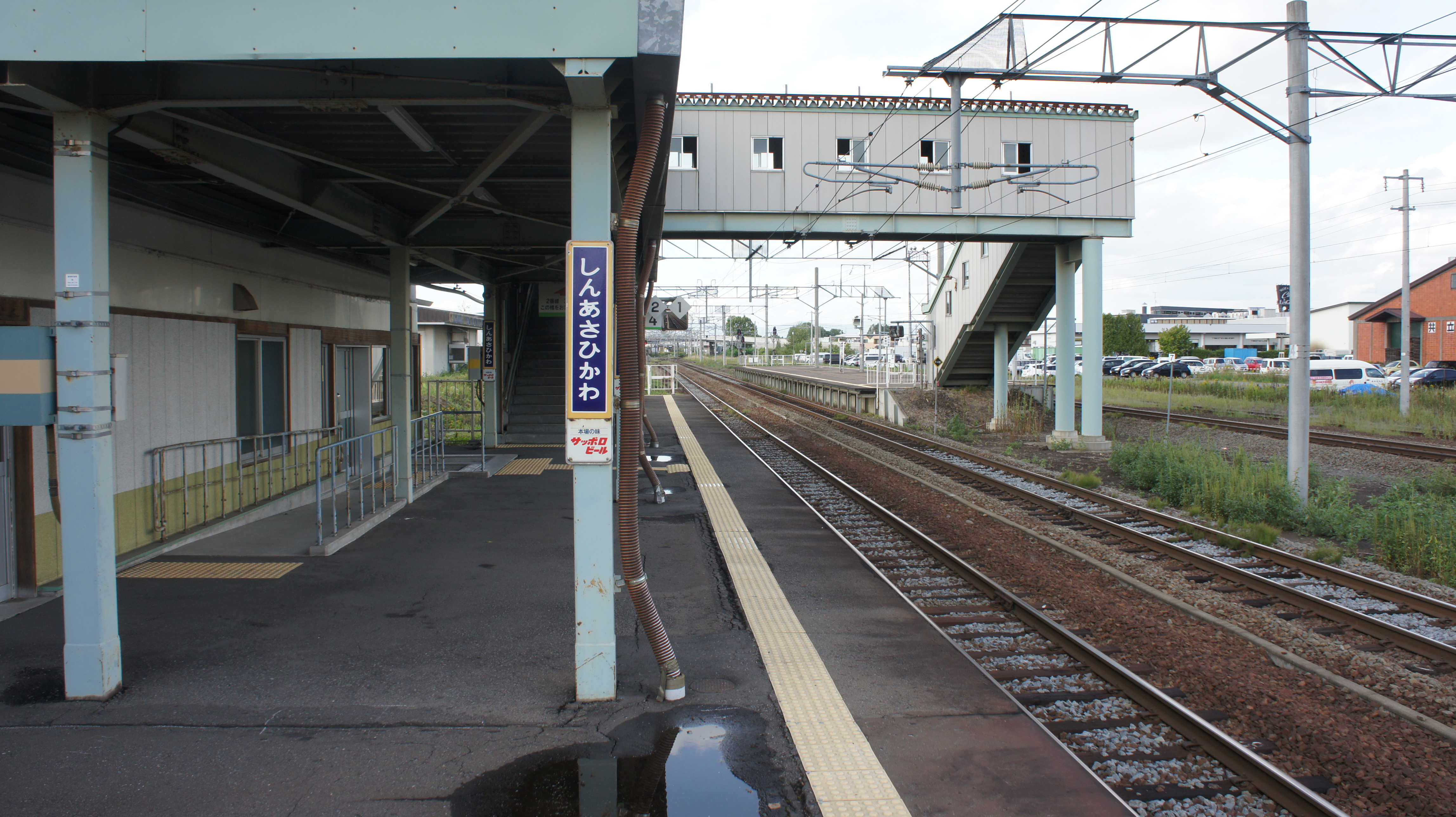
月臺（2017年8月）
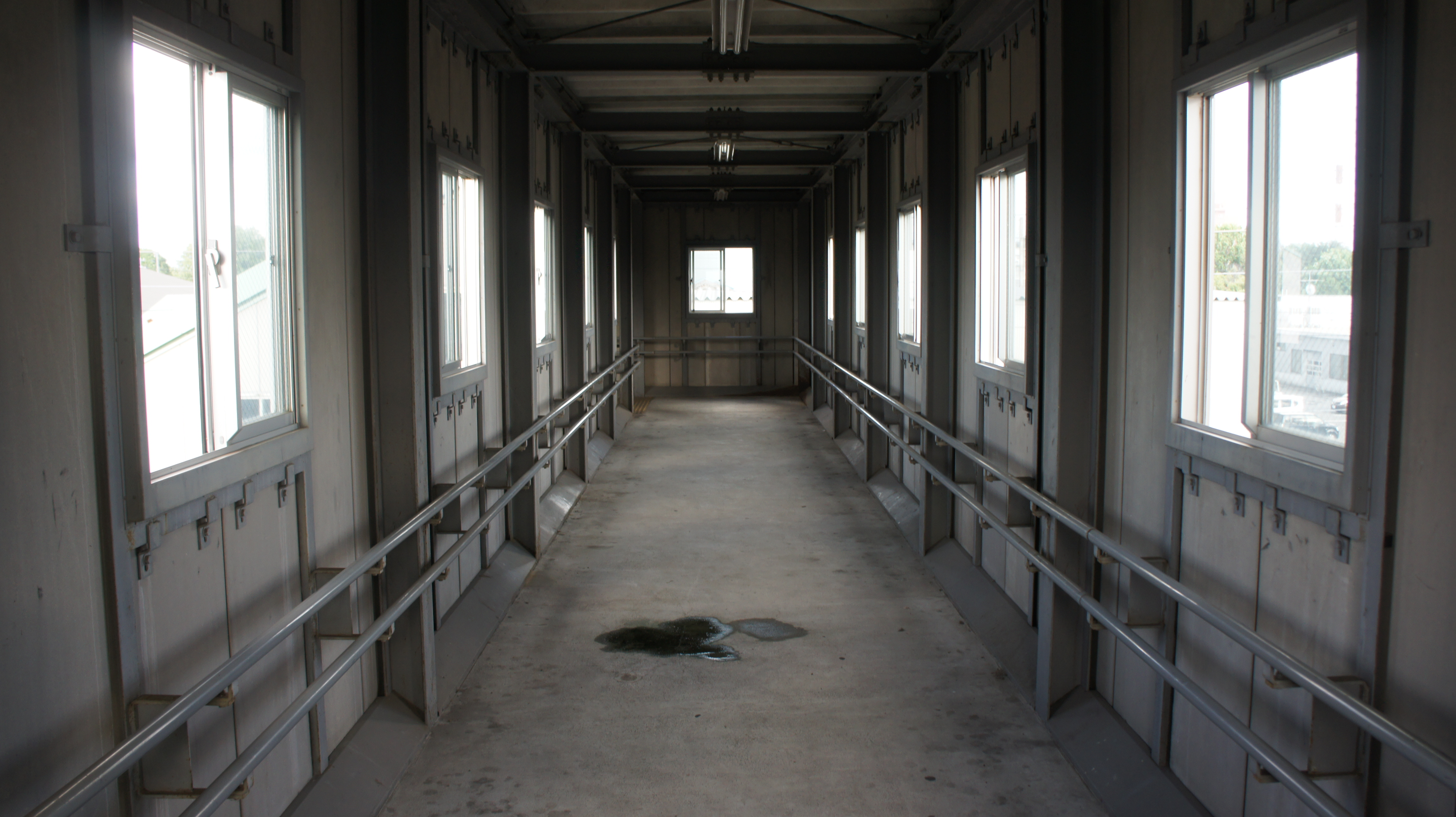
跨線橋（2017年8月）
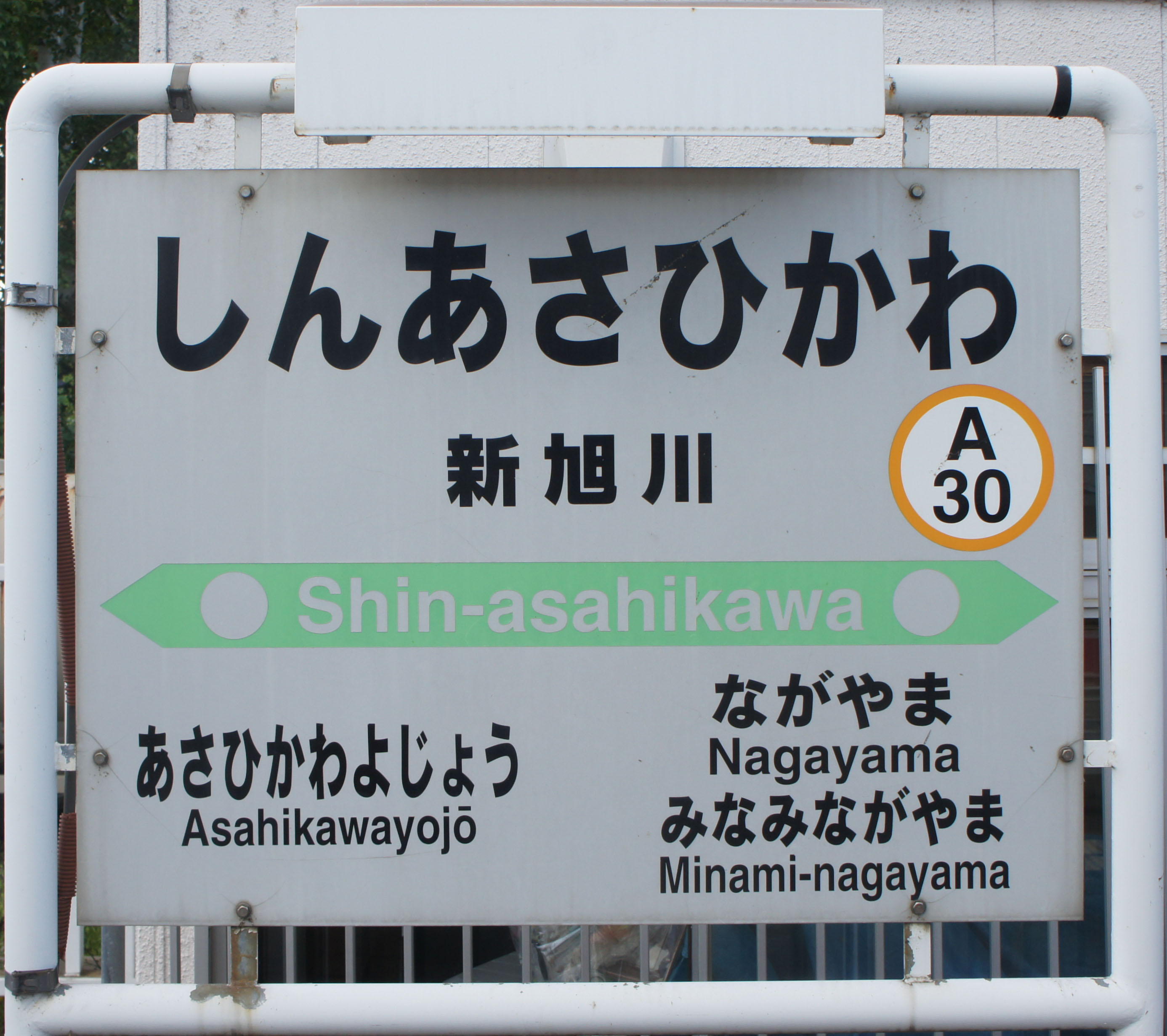
站名標（2017年8月）

## 利用状況
- 2012年（平成24年）- 2016年（平成28年）閒工作日平均乗車人員為94.8人[JR 1]。
- 2013年（平成25年）- 2017年（平成29年）閒工作日平均乗車人員為92.6人[JR 2][JR 3]。

## 車站周邊
車站周圍為市區。此外，由於不少居民擁有車輛，故車站使用率比周邊街道低。
- 國道39號
- 旭川東警察署（日语：旭川東警察署）大雪通派出所
- 新旭川郵政局
- 旭川信用金庫（日语：旭川信用金庫）新旭川分店
- 日本製紙旭川工場
- Geo Dinos旭川（日语：ゲオディノス）
- 山田電機Techland旭川大雪店

## 相鄰車站
北海道旅客鐵道（JR北海道）
■宗谷本線
■特急「宗谷」、「佐呂別」、□快速「名寄」
通過
■普通
旭川四條（A29）－新旭川（A30）－（（貨）北旭川站）－永山（W31）
■石北本線（旭川站－此站之間為宗谷本線）
特別快速「北見」
通過
普通
旭川四條（A29）－新旭川（A30）－南永山（A31）

## 外部連結
- （日語）JR北海道 – 新旭川車站 （页面存档备份，存于）
- （日語）全驛參觀之旅 （页面存档备份，存于）